# Michael Bauer (Anthroposoph)
Michael Bauer (* 29. Oktober 1871 in Gössersdorf; † 18. Juni 1929 in Breitbrunn am Ammersee) war ein deutscher Autor, Theosoph und Anthroposoph.

## Leben
Bauer wurde am 29. Oktober 1871 in Gössersdorf als einziges Kind von Jakob Bauer und Katharina Sesselmann geboren. Aus der ersten Ehe seines Vaters, hatte er fünf Halbgeschwister. Er besuchte die Dorfschule und danach eine dreijährige Lehrerausbildung in Bamberg. Nach kurzer Lehrtätigkeit in der Pfalz gab er den Lehrerberuf auf und begann 1893 an der Universität München Philosophie und Naturwissenschaft zu studieren.
In München kam er in engeren Kontakt mit seinem dort lebenden Vetter Johann Bauer und dessen Frau Mathilde. Nach dem Tod seines Vetters 1896 übernahm er die Vormundschaft für dessen Familie und heiratete Mathilde. Die damit verbundenen finanziellen Verpflichtungen für die Versorgung seiner Familie zwangen ihn das Studium abzubrechen und seine frühere Tätigkeit als Lehrer wieder aufzunehmen. Er zog Anfang 1900 nach Nürnberg um; dort wurde 1902 sein Sohn Bruno geboren. 1914 wurde die Ehe geschieden.

## Beruf und Religion
Etwa um 1895 kam er in München in Kontakt mit der Theosophie, mit der er sich in den folgenden Jahren intensiv auseinandersetzte. Ob er damals bereits einer Theosophischen Gesellschaft beitrat ist unklar. Nach seinem Umzug nach Nürnberg 1900 sammelte sich ein kleiner interessierter Kreis um ihn, vor dem er regelmäßig theosophische Vorträge hielt. Vermutlich 1903 begegnete er in Weimar erstmals Rudolf Steiner, dem damaligen Generalsekretär der Deutschen Sektion der Theosophischen Gesellschaft (DSdTG); dieses Treffen gab seinem weiteren Leben die Richtung vor. Im März 1904 kam es zur Gründung der Albrecht-Dürer-Loge der DSdTG in Nürnberg. Spätestens zu diesem Zeitpunkt wurde Bauer Mitglied der DSdTG und damit der Theosophischen Gesellschaft Adyar (Adyar-TG). In den nächsten Jahren folgte eine rege theosophische Vortragstätigkeit in Deutschland und angrenzenden Ländern.
1911 wandte sich der Nürnberger Pfarrer Friedrich Rittelmeyer – der spätere Gründer der Christengemeinschaft – an Bauer und ersuchte um Einführung in die Theosophie. Daraus entwickelte sich eine lebenslange Freundschaft.
Die Jahreswende 1912/13 brachte die Trennung der DSdTG von der Adyar-TG und die Gründung der Anthroposophischen Gesellschaft. Bauer folgte der Richtung Steiners und wurde Anthroposoph. Neben Marie von Sivers und Carl Unger übernahm er den Vorsitz und investierte in den folgenden Jahren viel Zeit und Energie in den Aufbau der neuen Organisation. Diese Funktion hatte er bis 1921 inne.
Bereits 1912 hatte Bauer wegen einer verschleppten Lungenentzündung einen Blutsturz erlitten und kränkelte seitdem. Bei einem Kuraufenthalt an der Adria 1913 lernte er Christian Morgenstern kennen, der an der gleichen schweren Lungenkrankheit litt und auch an dieser starb. Nach Morgensterns Tod 1914 lebte er mit dessen Witwe Margareta Morgenstern zusammen, ab 1919 in einem neu errichteten Haus in Breitbrunn oberhalb des Ammersees. Wegen seiner angeschlagenen Gesundheit musste sich Bauer nach 1920 von seinen öffentlichen Verpflichtungen bei der Anthroposophischen Gesellschaft zurückziehen und auch seine Tätigkeit als Lehrer aufgeben. Die letzten 18 Monate verbrachte er nur noch liegend daheim; er schloss in dieser Zeit mit dem behandelnden Lungenarzt Hans Carossa Freundschaft.

### Auszeichnungen
- Die Waldorfschule in Stuttgart-Vaihingen trägt den Namen Michael-Bauer-Schule

## Schriften
- Gesammelte Werke, Hg. v. Christoph Rau im Verlag Urachhaus, Stuttgart, Band 1: Erzählungen, 1985, ISBN 3-87838-421-1; Band 2: Aufsätze, 1986, ISBN 3-87838-422-X; Band 3: Christian Morgensterns Leben und Werk, 1985, ISBN 3-87838-423-8; Band 4: Aphorismen und Tagebücher, 1990, ISBN 3-87838-424-6; Band 5: Briefe, 1997, ISBN 3-87838-425-4

Einzelausgaben
- Rudolf Steiner und die Pädagogik (= 6. Sonderdruck aus: Friedrich Rittelmeyer (Hrsg.), Vom Lebenswerk Rudolf Steiners, S. 177–208). Kaiser, München 1921
- Christian Morgensterns Leben und Werk. Vollendet von Margareta Morgenstern und Rudolf Meyer. Mit Beiträgen von Friedrich Kayssler und anderen. Piper, München 1933
- Pflanzenmärchen, Tiergeschichten und Sagen. Urachhaus, Stuttgart 1939
- Menschentum und Freiheit. Ausgewählt und herausgegeben von Kurt von Wistinghausen. Urachhaus, Stuttgart 1971, ISBN 3-87838-152-2
- Pflanzenmärchen. Mit Zeichnungen von Carla Grillis. Urachhaus, Stuttgart 1985, ISBN 3-87838-417-3
- Tiergeschichten und Legenden. Urachhaus, Stuttgart 2003, ISBN 3-8251-7423-9